# 若菜雄
若菜 雄（わかな ゆう、1994年2月13日 - ）は日本のフリークライマー。
チームR/X所属。千葉県出身。

## 概要
千葉県出身のクライマー。トラッドクライミングと呼ばれる、回収可能な支点を使用することで、岩を傷付けないクライミングスタイルを主に愛好している。グレードが5.13以上の高難度のフリークライミングかつ、落ちた場合に怪我をするか死亡する可能性があることを示す「R」または「X」が付くルートで多数の初登/再登がある。

## 略歴
2017年11月3日 瑞牆山不動沢・ハードノック・ライフ（5.13a/b R）第３登
2018年5月3日 瑞牆山不動沢・ドグマ（5.12a R/X）第３登
2019年4月7日 瑞牆山不動沢・パッセンジャー（5.13b/c R/X）第3登（RP第2登）
2019年11月9日 瑞牆山不動沢・異形の者（5.13b X）第2登
2021年1月31日 尾鷲・藍玉（5.13b R/X）初登
2021年2月20日 徳島県・千羽海崖C壁 初登
2021年4月10日 楯ヶ崎・八十八夜（5.13a R）第2登（RP初登）
2021年5月30日 瑞牆山弁天岩・二十億光年の孤独（5.13b R）第2登
2022年2月23日 尾鷲・夢の睡蓮（5.13b R/X）初登

## 人物
- パッセンジャーにトライした際には10m以上フォールし、足関節内遊離体、三角靭帯損傷、足関節外側靭帯損傷の大怪我を負っている[4]
- パッセンジャーと二十億光年の孤独のトライはYoutubeのTAKEMOVIE（タケムービー）で映像化されている[11][12]
- おすすめのギアはぺツルのショックアブソーバー[1]